# Karl Friedrich Seyferth
Karl Friedrich Seyferth (geb. 21. Juli 1809 in Langensalza; gest. 29. Juli 1865 in Posen) ist vor allem bekannt geworden für sein 1832 gedichtetes Lied Die Hussiten vor Naumburg. Beruflich war er eigentlich Jurist.
Als Seyferth dieses Lied schrieb, war er Auscultator in Naumburg: dieses seit 1830, nachdem er 1822–1825 die Landesschule Pforta, dann das Gymnasium zu Gotha besuchte, und darauf in Jena, Leipzig und Halle Rechtswissenschaft studierte. Dieses Lied wurde wiederum mit sechs Karikaturen seines Kollegen Otto Bollmann (1809–1878) ohne Nennung des Namens kolportiert. Das Kirschfestlied wiederum wurde in einer Serie zu 12 Bildern Motiv von Scherenschnitten von Walter Hege für eine Serie Naumburger Notgeldscheine zu je 50 Pfennig aus dem Jahr 1920. Für Walter Hege bedeutete diese Scherenschnittserie zugleich den künstlerischen Durchbruch. Er erlangte damit reichsweite Bekanntheit. In der Naumburger Marienstraße 5/6. Darin befand sich ein Cafe mit Konditorei Seiferth wie laut dem Schriftzug an der Fassade zu lesen ist, das ehemals auch „Prokop“ genannt wurde, an dessen Fassade diese zu acht Reliefs wiederum ebenfalls dargestellt sind. Seit 1843 ist dieses Lied im Allgemeinen Deutschen Kommersbuch vertreten. Für das Naumburger Hussitenkirschfest, das alljährlich im Juni begangen wird, ist dieses Lied gewissermaßen eine Hymne. Eine ungarische Melodie bildet hierbei die musikalische Vertonung. Diese wiederum wurde 1809 durch Karl Maria von Weber in Deutschland eingeführt.

Naumburger Notgeld und Fassade nach Walter Heges Scherenschnitten
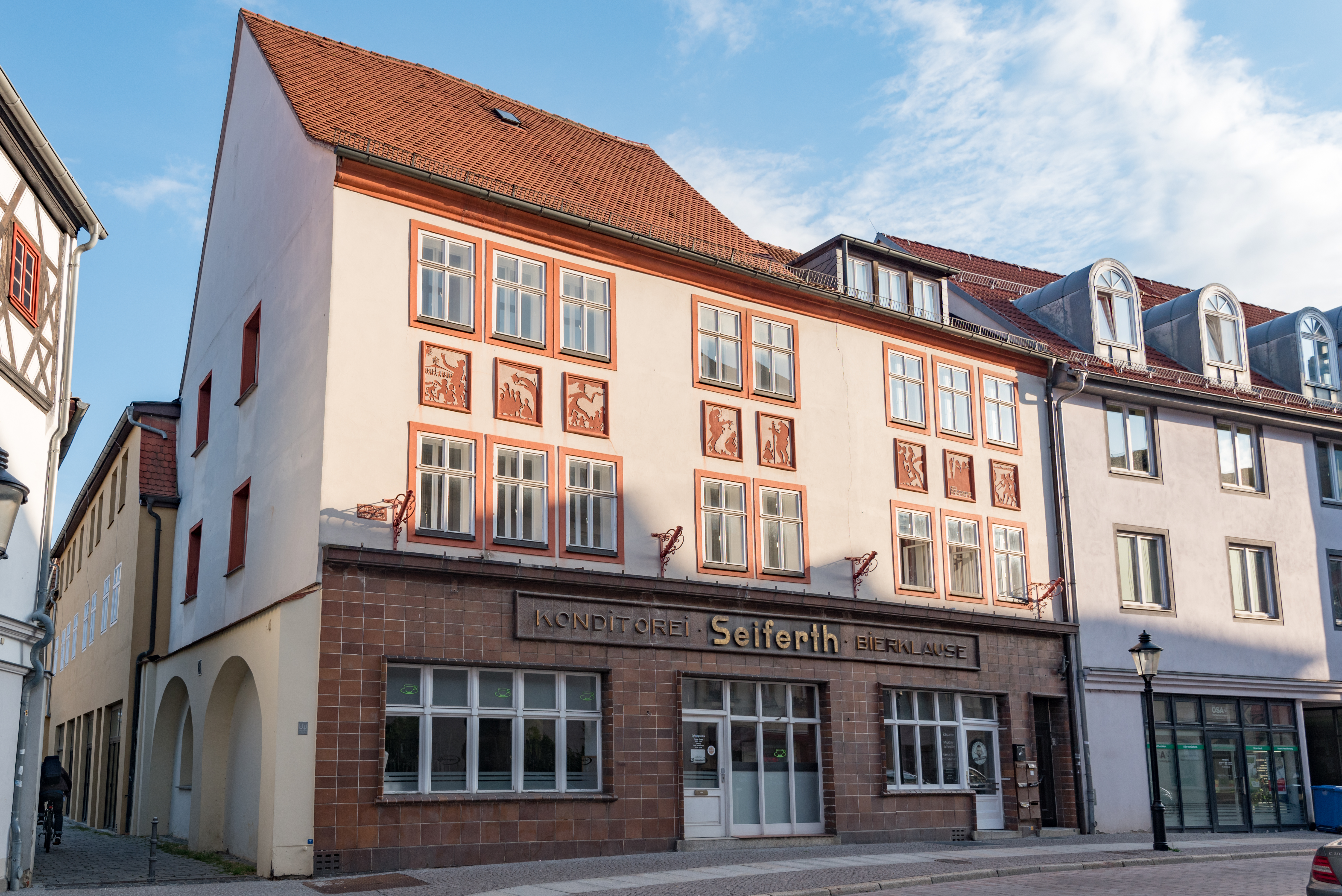
Marienstraße 5/6

In Naumburg gibt es die nach dem Lieddichter benannte Karl-Seyferth-Straße.
Die Stadt Naumburg hatte 2009 den einhundertsten Geburtstag des Lieddichters nicht vergessen. Im Unterschied zu Seyferth ist August von Kotzebue mit seinem 1803 erschienenen Theaterstück über die Naumburger Hussitensage von 1432 heute kaum noch bekannt.
Historisch korrekt: Es waren die Hussiten nie vor Naumburg erschienen!
Seyferths weitere Lebensabschnitte waren weniger spektakulär. Im Jahre 1833 wurde er Referendar. Im Jahre 1836 wurde er Assessor am Oberlandesgericht in Naumburg, wirkte zeitweilig beim Gerichtsamt Langensalza und an den Landgerichten in Wittenberg und Erfurt, bis er Ende 1837 als Hilfsarbeiter an das Oberappellationsgericht zu Posen versetzt wurde. Er war 1840–1842 bei der Posener Generalkommission beschäftigt gewesen, bevor er Ende 1843 in Posen zum Regierungsassessor ernannt wurde. Seyferth starb 1865 als Regierungsrat in Posen. Dieses war er seit 1844.